# Estilo directo
Inserta en la narración directamente lo que los personajes dicen, piensan, actúan, y/o hacen.  Se pueden usar varios procedimientos:
Soltó una brusca carcajada, tras de lo cual añadió:
—¿Qué le parece, señora? Le haremos compañía hasta mañana, ¿no está mal, eh?
Las palabras de los personajes no se introducen con el verbo “decir” y los dos puntos. El verbo “decir” se pone al final de las palabras de los personajes o se intercala en ellas y se separa con las rayas de diálogo. Junto con el verbo “decir” pueden aparecer otras informaciones:
La automovilista (negro el vestido, negro el pelo, negros los ojos pero con la cara tan pálida que a pesar del mediodía parecía que en su tez se hubiese detenido un relámpago) vio en el camino a una muchacha que hacía señas para que parara. Paró.
—¿Me llevas? Hasta el pueblo no más —dijo la muchacha.
—Sube —dijo la automovilista. Y el auto arrancó a toda velocidad por el camino que bordeaba la montaña.
—Cuidado —decían los habitantes de la ciudad cuando algún turista iba a pasar al lado de la pared—, cruce la calle. Esa pared puede caerse.
—Muchas gracias —dijo la muchacha con un gracioso mohín—, pero ¿no tienes miedo de levantar por el camino a personas desconocidas? Podrían hacerte daño. ¡Esto es tan desierto!
No se usa el verbo “decir” ni como introducción a las palabras de los personajes ni intercalado en ellas. 
—No, no tengo miedo.
—¿Y si levantaras a alguien que te atraca?
—No tengo miedo.
—¿Y si te matan?
—No tengo miedo.
—Jo tío eres el mejor.
No se usa el verbo de “decir” y se intercalan en las palabras de los personajes informaciones sobre estos o sobre su entorno:
—¿Qué dicen, amigos, se lo dije o no? —Sacudió una y otra vez la pequeña cabeza bajo la gorra de plato, y dirigió de nuevo la vista hacia la carretera—. No hay taxis después de las diez.
Pero se utiliza en varias formas como por ejemplo en un prólogo.